# Vermois
Ne doit pas être confondu avec Vernois.
Le Vermois est une région naturelle de France située au sud-est de Nancy, dans le département de Meurthe-et-Moselle et la région Lorraine. Elle est délimitée à l'Est par la Meurthe et à l'Ouest par la Moselle.
On retrouve son nom dans plusieurs toponymes :
- des communes :
  - Ville-en-Vermois,
  - Manoncourt-en-Vermois ;
- des structures intercommunales :
  - Communauté de communes des Pays du Sel et du Vermois,
  - Communauté de communes du Saintois au Vermois.
- dans un dicton régional :
  - Quand le Saintois et le Vermois sont emblavés, la Lorraine ne risque point de mourir de faim

## Étymologie
Henri Lepage cite : Vermensis en 907 et 922 ; le Varmois en 1261 ; Vermodium en 1396.
Lorsque se concrétisa le projet de construction d'une voie ferrée reliant Neuves-Maisons à Dombasle-sur-Meurthe, la ligne fut appelée le chemin de fer du Vermois.

## Histoire
Pendant la période gallo-romaine puis mérovingienne, le Vermois était une petite subdivision territoriale appelée Vermensis pagus. Selon la topographie religieuse éditée en 1859, la ville de Nancy était comprise dans ce pagus mais c'est le seul document consulté qui affirme cela.
Le pagus Vermensis était bordé à l'Est par un autre petit pagus : le pagus Portensis (Portois, pays de Saint-Nicolas-de-Port) qui ne doit pas être confondu avec le pagus Portensis, également appelé pagus Decolatensis qui a pour principale ville Port-sur-Saône. Le pagus Vermensis était limité à l'Ouest et au Nord par le pagus Tullensis (pays de Toul). Sa partie Sud était bordée par le pagus Segintensis qui deviendra plus tard le comté de Vaudémont.
Au Moyen âge et jusqu'à la Révolution, il a existé une mairie nommée mairie du Vermois. Elle comprenait les communautés d'Azelot, Burthecourt, Gérardcourt, Lupcourt, Manoncourt, Saint-Hilaire et Ville. Son siège était à Lupcourt. Selon Charles Sadoul, le maire du Vermois était nommé par le prévôt de Nancy mais Henri Lepage écrit que c'est le roi qui avait cette création. Dans la pratique, il est probable que le prévôt agissait par délégation. 
On lit dans l'état du temporel des paroisses de 1712 : «il n'y a qu'une justice pour tout le Vermois. Toutes les causes du Vermois sont portées à cette justice et vont par appel au bailliage de Nancy». La coutume de Burthecourt confirme l'affirmation précédente, cependant, une déclaration du maire d'Azelot de la fin du XVIe siècle dit que seules les amendes supérieures à 7 sols font l'objet d'une déclaration au maire du Vermois. 
Les habitants de la mairie du Vermois devaient charroyer par corvée les grains que le duc de Lorraine faisait assigner à son cellerier de Nancy pour la provision de son hôtel.
Au XVIIe siècle, il y avait une garenne ducale sur le plateau du Vermois.
L'Édit ducal de juin 1751 supprime les anciennes juridictions : bailliages, prévôtés... À partir du 1er novembre 1751, le Vermois « ou comté de Lupcourt » disparaît officiellement dans le nouveau bailliage de Nancy.